# Parafia św. Józefa Oblubieńca w Bolesławowie
Parafia św. Józefa Oblubieńca NMP w Bolesławowie – rzymskokatolicka parafia w diecezji świdnickiej, od 22 marca 2015 r. sanktuarium józefowe.

## Charakterystyka
Sanktuarium i parafia w Bolesławowie obejmuje swoim zasięgiem południową część gminy Stronie Śląskie, w tym miejscowości: Bolesławów, Kletno, Kamienica, Stara Morawa i Nowa Morawa. Ten górski obszar położony w Masywie Śnieżnika zamieszkuje blisko 500 wiernych.

## Historia
Parafia katolicka w Bolesławowie pod koniec XVI w. wraz z budową w tutejszej miejscowości świątyni. Parafia została wydzielona z parafii strachocińskiej. Do nowej parafii oprócz Bolesławowa należały wioski: Stara Morawa, Nowa Morawa, Kamienica, Kletno, Młynowiec i Janowa Góra.
Po zakończeniu II wojny światowej i odebraniu praw miejskich Bolesławowi parafia została zlikwidowana i włączona w skład parafii w Stroniu Śląskim, której obszar objął terytorium całej gminy Stronie Śląskie.
Dekretem Wrocławskiej Kurii Arcybiskupiej z 24 listopada 1986 r. utworzono w Bolesławowie samodzielny wikariat, ustanowiony z części parafii strońskiej, która objęła ponadto: Kamienice, Kletno, Starą i Nową Morawę. W 2004 r. wikariat został przekształcony w samodzielny ośrodek duszpasterski, który znalazł się w granicach diecezji świdnickiej. Następnie utworzono ponownie parafię. W dniu 22 marca 2015 bp Ignacy Dec wyniósł kościół św. Józefa w Bolesławowie do rangi i godności Sanktuarium św. Józefa patrona Rodzin, a kustoszem sanktuarium mianował ks. kan. Krzysztofa Kaufa.
Na terenie parafii znajduje się kościół św. Jana Nepomucena w Janowej Górze.

## Rektorzy SOD w Bolesławowie
- 1986–1998: ks. Stefan Witczak
- 1998–2003: ks. Tadeusz Chlipała
- 2003–2008: ks. Stanisław Saryczew
- 2008–2011: ks. Ryszard Szul
- 27 czerwca 2011-2022: ks. Krzysztof Kauf[3] (proboszcz i kustosz sanktuarium)
- ? -2025: ks. Grzegorz Góra (proboszcz w Stroniu Śląskim, administrator i kustosz sanktuarium)
- od 1 lipca 2025: ks. Paweł Schanne[4] (administrator i kustosz sanktuarium)